# 駒川商店街

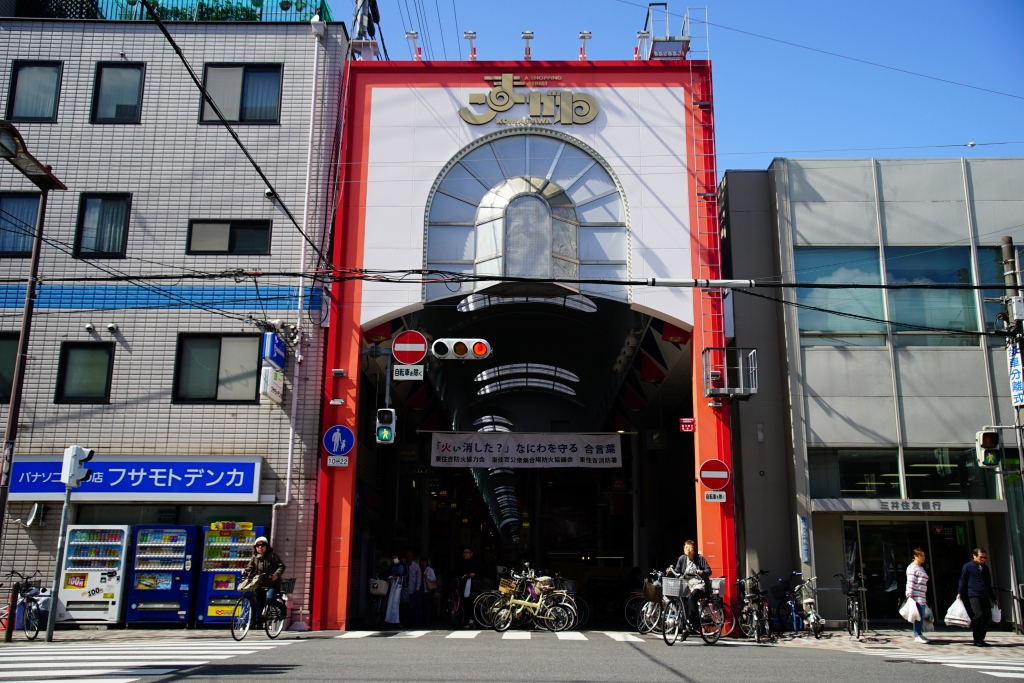
駒川商店街 南側入口(針中野駅側)

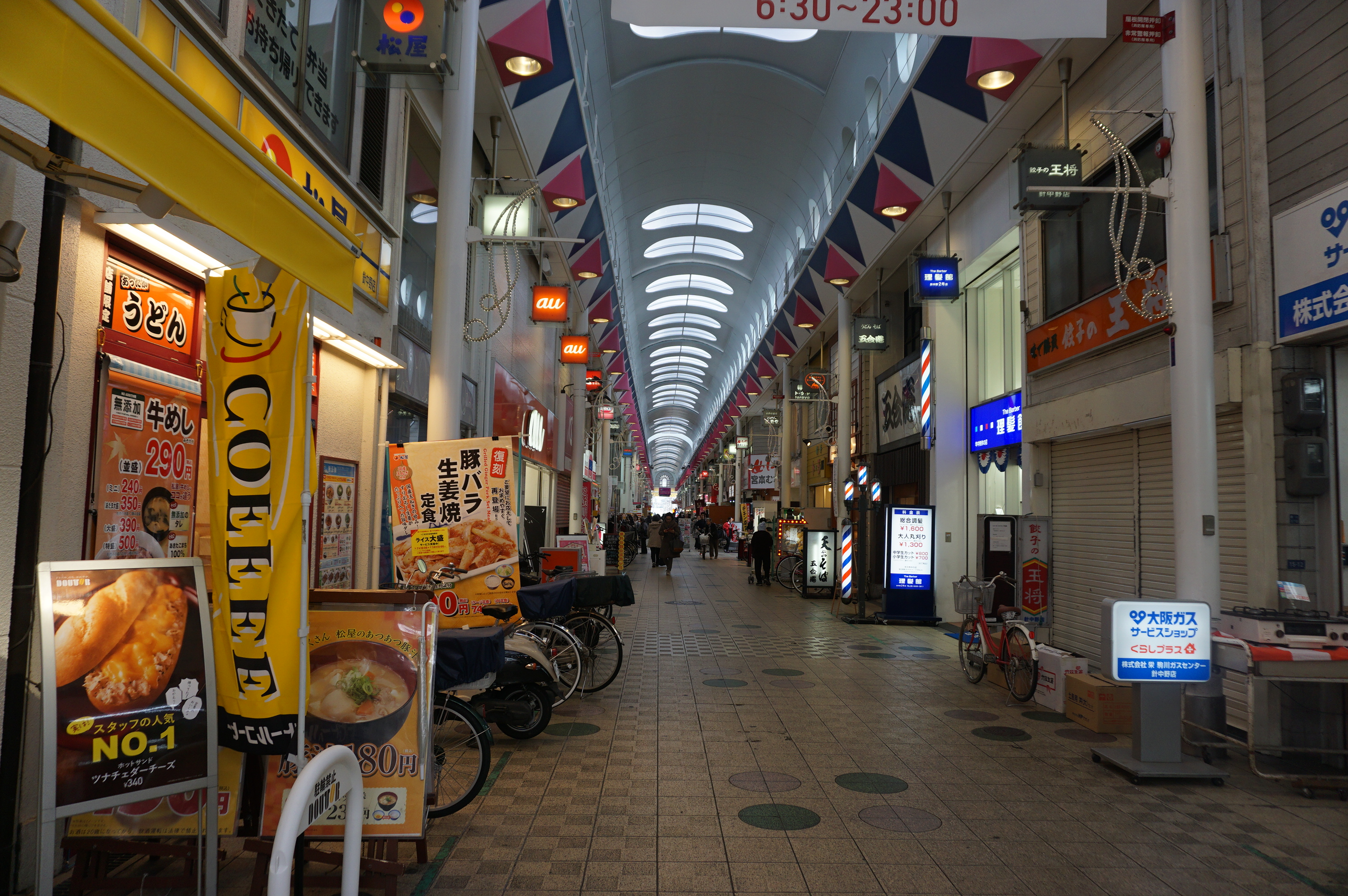
駒川商店街

駒川商店街（こまがわしょうてんがい）とは、大阪市東住吉区駒川にある商店街。天神橋筋商店街や千林商店街、十三本一商店会などと共に大阪を代表する商店街の一つ。

## 概要
全長730m（東西190m，南北540m）の十字形の商店街である。
昭和初期に中野市場（現在は廃業）を中心として商店が集まっていたが、戦後から高度経済成長期にかけて店舗の数が増え続け、駒川商店街へ発展した。
南から、鷹宮南通り商店会、オレンジ通り商店会、駅前通り商店会、コスモス通り商店会、みなみ通り商店会、中央通り商店会、センター通り商店会、ギンザ通り商店会、日の出通り商店会、昭和通り商店会の10の商店会で構成される。
毎年7月の最終月曜・火曜の2日間行われる駒川祭りは、5万人以上が集まる東住吉区最大の祭り。
探偵!ナイトスクープが関西ローカル番組だった頃には頻繁に登場した。

## 店舗
食料品店・衣料品店・雑貨店はもちろん、飲食店・理容店・100円ショップ・パチンコ店等があり充実している。かつては大幸、銀ビル（ダイエー駒川店）、万代百貨店、サカエ（→ダイエー針中野駅前店）、ニチイ、イズミヤと関西大手スーパー各店も商店街地区に点在していたが、ダイエー針中野駅前店（閉店年不詳）、ダイエー駒川店（1985年閉店）、イズミヤ（2001年閉店）、ニチイ（→1995年サティ→2002年閉店）、万代百貨店（2003年閉店）などと全て撤退した。2021年現在で商店街に近接するスーパーとしては、近鉄針中野駅1階の近商ストア、ダイエー駒川店跡に入居したスーパー玉出、かつての鷹宮市場がスーパー業態へ転換したビス鷹宮がある。

## 商店街内の交通事情
当商店街は店舗営業時間内は通行人が多く、車両は通行禁止になっている。また、自転車は降りて押して歩くように促されているが自転車が多く危険なので、針中野駅前に駐輪場が設置された。

## アクセス
- 近鉄南大阪線 針中野駅（駅と直結）
- Osaka Metro谷町線 駒川中野駅（地下道を通り、道路を横断するとすぐ）
- 大阪シティバス 駒川バス停